# Дагбани (язык)
Дагбани (также дагомба, дагбамба) — язык народа дагомба. Распространён в северо-восточных районах Ганы. Число носителей на 2013 год составляло ок. 1,16 млн человек.
Относится к группе гур нигеро-конголезской языковой семьи. Наиболее сходные языки — мампрули и фарефаре. Имеет довольно стабильное положение, используется всеми возрастными группами. Изучается в начальных и средних школах. Является тональным языком. Письменность (введена в 1968 году) представляет собой модифицированную латиницу, тона на письме не показываются.

## Википедия на языке дагбани
Существует раздел Википедии на языке дагбани («Википедия на языке дагбани»), первая правка в нём была сделана в 2016 году. По состоянию на 15:20 (UTC) 16 июля 2025 года раздел содержит 13 152 статьи (общее число страниц — 24 084); в нём зарегистрировано 6100 участников, трое из них имеют статус администратора; 58 участников совершили какие-либо действия за последние 30 дней; общее число правок за время существования раздела составляет 117 557.
| Алфавит дагбани | Алфавит дагбани | Алфавит дагбани | Алфавит дагбани | Алфавит дагбани | Алфавит дагбани | Алфавит дагбани | Алфавит дагбани | Алфавит дагбани | Алфавит дагбани | Алфавит дагбани | Алфавит дагбани | Алфавит дагбани | Алфавит дагбани | Алфавит дагбани | Алфавит дагбани | Алфавит дагбани | Алфавит дагбани | Алфавит дагбани | Алфавит дагбани | Алфавит дагбани | Алфавит дагбани | Алфавит дагбани | Алфавит дагбани | Алфавит дагбани | Алфавит дагбани | Алфавит дагбани | Алфавит дагбани |
| --------------- | --------------- | --------------- | --------------- | --------------- | --------------- | --------------- | --------------- | --------------- | --------------- | --------------- | --------------- | --------------- | --------------- | --------------- | --------------- | --------------- | --------------- | --------------- | --------------- | --------------- | --------------- | --------------- | --------------- | --------------- | --------------- | --------------- | --------------- |
| A               | B               | C               | D               | Dƶ              | E               | F               | G               | Gb              | I               | K               | Kp              | L               | M               | N               | Ny              | Ŋ               | Ŋm              | O               | P               | S               | T               | Tʃ              | U               | V               | W               | Y               | Z               |
| a               | b               | c               | d               | dƶ              | e               | f               | g               | gb              | i               | k               | Kp              | l               | m               | n               | ny              | ŋ               | ŋm              | o               | p               | s               | t               | tʃ              | u               | v               | w               | y               | z               |